# Cupedidae
Cupedidae – rodzina chrząszczy. Należy tu około trzydziestu współcześnie żyjących gatunków i dziewięciu rodzajów. Znanych jest szereg wymarłych przedstawicieli rodziny. Zapis kopalny sięga triasu, co czyni z Cupedidae prawdopodobnie najprymitywniejszą współcześnie żyjącą rodzinę chrząszczy. 
Rodzaje:
- Adinolepsis
- Ascioplaga
- Cupes
- Distocupes
- Paracupes
- Priacma
- Prolixocupes
- Rhipsideigma
- Tenomerga